# 竹岡敬温
竹岡 敬温（たけおか ゆきはる、1932年 - ）は、日本の経済史学者（経済史・経営史・社会史）。大阪大学名誉教授。専門は、フランス経済史・経営史・社会史。経済学博士。
名古屋大学の竹岡敬和は次男。総務事務次官および京セラの専務を務めた山本貞雄は義理の弟。

## 経歴
京都府京都市に生まれる。1954年、京都大学文学部フランス語フランス文学科を卒業。当時の京都大学フランス文学科には、高橋たか子らがいた。1957年に同大学院フランス語フランス文学科を修了したのち、大阪大学経済学部・経済学研究科において、経済史学を宮本又次教授（のち名誉教授）に師事。1964‐1966年にはフランス政府給費留学生ならびに文部省在外研究員としてパリ大学文学部、高等研究実習学院第6部門(経済学・社会学部門）に学ぶ。物価史研究者エルネスト・ラブルース、アナール学派の第二世代の総帥フェルナン・ブローデルらの教えを受けた。これにより帰国後、本格的なフランス物価史研究を日本に導入し、展開させることになった。また、急成長のさなかにあるアナール学派に学んだ経験は、のちに主著のひとつ『「アナール」学派と社会史：「新しい歴史」へ向かって』(1990年）に結実した。
帰国後は大阪大学大学院経済学研究科・経済学部で教鞭をとり、経済学部講師、助教授、教授を経て大学院経済学研究科教授として1993年退官。その後、大阪学院大学経済学部教授を務めた。フランス経済史の主導的な研究者として活躍する一方、第一世代・第二世代の「アナール学派」についての著作は「アナール派理解の基礎となるレベルを画定した仕事」としてその「正確で、論理的な思考」を高く評価された。現在は、20世紀フランスの政治社会史に関心を傾注している。
2014年4月瑞宝中綬章受章。

## 著書

### 単著
- 近代フランス物価史序説-価格革命の研究-（創文社、1974年）
- 「アナール」学派と社会史-「新しい歴史」へ向かって-（同文館、1990年）
- 世界恐慌期フランスの社会 経済 政治 ファシズム（御茶の水書房、2007年）
- ファシズムへの偏流(上巻・下巻）（国書刊行会、2020年）

### 共編著
- 概説西洋経済史（有斐閣、1980年）
- 新技術の導入-近代機械工業の発展-（同文館、1993年）
- 近代経済の歴史的基盤(共著)（ミネルヴァ書房、1977年）